# Bjorn Paulson
Bjorn Paulson (Bergen, Noruega, 21 de junio de 1923-14 de enero de 2008) fue un atleta noruego, especialista en la prueba de salto de altura en la que llegó a ser subcampeón olímpico en 1948.

## Carrera deportiva
En los JJ. OO. de Londres 1948 ganó la medalla de plata en el salto de altura, con un salto por encima de 1.95 metros, siendo superado por el australiano John Winter (oro con 1.98 m) y por delante del estadounidense George Stanich (bronce también con 1.95 metros pero en más intentos).